# 骑兵军 (苏联)
骑兵军（俄语：кавалерийский корпус）是苏俄红军与苏联陆军从1919年至1947年存在的骑兵兵种的军级建制。骑兵军是苏军的战役进攻机动部队。1930年代大量骑兵军、骑兵师改编为坦克机械化部队。苏德战争爆发后，由于战争初期有生力量与装备的惨重损失，苏联应急组建了上百个骑兵师与一批骑兵军。二战后，所有的骑兵军或者整编为摩托化步兵师或机械化师，或者撤编。

## 历史

### 第二次世界大战时期
1941年战争爆发时的骑兵军，编制2个骑兵师，2个自行火炮团，1个通信营。19,000多人，16,000多匹马，128辆BT坦克，44辆装甲车，64门野炮，32门反坦克炮，40门高射炮，128门迫击炮。
1941年战争爆发时的骑兵师编制为
- 4个骑兵团
- 1个挽马炮兵营（2个连共计8门76毫米野炮，2个连共计8门122榴弹炮）
- 1个坦克团（64辆BT坦克 18辆装甲车）
- 1个防空营（2个连共计8门76毫米高炮，1个高射机枪连6挺4管高射机枪）
- 1个通信连
- 1个工兵连
- 1个防化排
- 1个卫生连

共计9240人，装备7625匹马，БТ坦克64辆、装甲车18辆、各种火炮84门（包括：122毫米榴弹炮8门、76毫米加农炮24门、45毫米反坦克炮16门、76毫米高炮8门、37毫米高炮12门、82毫米迫击炮16门）、重机枪64挺、高射机枪18挺。
苏军1941年战争爆发时的骑兵团编制：
- 4个骑兵连
- 1个机枪连（16挺重机枪）
- 1个炮兵连（4门76野炮）
- 1个反坦克炮兵连（4门45毫米反坦克炮）
- 1个迫击炮连（4门82毫米迫击炮）
- 1个防空连（3门37高炮，3挺4管高射机枪）

共计1,428人，1,506匹马。
1941年战争爆发后，应急组建了上百个简编骑兵师，辖3个骑兵团(910人和1018匹马，包括4个骑兵连，1个机枪连（12挺重机枪），1个骑兵炮兵连（4门76毫米加农炮和2门45毫米反坦克炮）、1个骑兵炮兵营（12门76毫米加农炮和4门82毫米迫击炮）、1个迫击炮营、1个装甲连（装备БТ坦克11辆）、1个装甲车连（17辆）、各种火炮54门（107毫米加农炮6门、76毫米加农炮14门、82毫米迫击炮16门、45毫米反坦克炮6门、37毫米高炮12门）、重机枪64挺、高射机枪12挺。
1941年夏实施了新编制的轻骑兵师，下辖4个骑兵团，1个炮兵营、1个装甲车连，1个侦察连，1个工兵排，1个防化排，1个卫生排，1个通信排，全师共有2939人，装备马匹3147匹、重机枪36挺、各种火炮34门（24门76毫米加农炮、4门82毫米迫击炮、6门45毫米反坦克炮）、装甲车10辆。
1941年战争中由数个骑兵师临时组成的骑兵群：
- 巴什卡尔耶维奇骑兵群（英语：Batskelevich Cavalry Group）
- 库利耶夫骑兵群（英语：Kuliev Cavalry Group）
- 顿巴斯骑兵群（英语：Donbass Cavalry Group）
- 多瓦托尔骑兵群（英语：Dovator's Cavalry Group）
- 米丘林骑兵群（英语：Mishulin's Cavalry Group）

莫斯科会战中，授予了第一批近卫骑兵军、骑兵师番号。
苏德战争中的苏联骑兵通常需要下马战斗、骑马机动。
1942年4月至7月，由于缺少马匹，撤编了41个骑兵师。
斯大林格勒会战大反攻时，3个骑兵军参加了进攻：
- 坦克第5集团军所属骑兵第8军：辖骑兵第21、55、112师，16134人，装备马匹14098匹、步枪和卡宾枪10974支、冲锋枪1369支、轻机枪366挺、重机枪33挺、反坦克枪188支、76毫米加农炮66门、45毫米反坦克炮35门、37毫米高射炮6门、50毫米迫击炮123门、82毫米迫击炮66门和120毫米迫击炮37门。
- 第21集团军所属近卫骑兵第3军：辖近卫骑兵第5、6师和骑兵第32师，22512人，装备马匹18057匹、步枪和卡宾枪14012支、冲锋枪2153支、轻机枪374挺、重机枪40挺、反坦克枪388支、76毫米加农炮70门、45毫米反坦克炮55门、37毫米高射炮21门、50毫米迫击炮294门、82毫米迫击炮108门和120毫米迫击炮44门。基本达到满编，不过马匹缺编17.2%、步枪与卡宾枪缺编9%、轻机枪缺编20%、37毫米高炮缺编58%。
- 第51集团军所属骑兵第4军：辖骑兵第61、81师，10284人，装备马匹9284匹、步枪和卡宾枪7354支、冲锋枪566支、轻机枪264挺、反坦克枪140支、76毫米加农炮32门、45毫米反坦克炮24门、37毫米高射炮8门、50毫米迫击炮118门、82毫米迫击炮46门和120毫米迫击炮16门。

1943年开始，骑兵军与机械化军（或坦克军）临时组成骑兵机械化集群，用作方面军进攻战役中的独立战役进攻兵团。1943年9月，苏军的骑兵军编制为：3个骑兵师、1个自行火炮团、1个反坦克歼击炮兵团、1个高射炮兵团、1个近卫迫击炮兵团（即火箭炮）、1个重迫击炮营、1个独立反坦克歼击炮兵营，以及警侦通工化修理汽运等专业分队。此后一直到1945年战争结束，骑兵军一般与机械化军合编为骑兵机械化集群，担负大纵深进攻战役的辅助突击力量，参加了白俄罗斯进攻战役、利沃夫-桑多梅日进攻战役、维斯瓦河-奥德河进攻战役、满洲进攻战役等。1943年9月1日，苏军只有8个骑兵军（7个近卫骑兵军与驻伊朗的骑兵第15军）26个骑兵师，这一规模保持到了战争结束。
二战苏军骑兵军列表：
- 苏联骑兵第1军（英语：1st Cavalry Corps (Soviet Union)） - 1941.12.16--1942.3
- 苏联骑兵第2军（英语：2nd Cavalry Corps (Soviet Union)） - 1941年3月至11月，改称近卫骑兵第1军。1941年12月13日第二次组建，1942年6月撤销。
- 苏联骑兵第3军（英语：3rd Cavalry Corps (Soviet Union)） - 1941年11月20日改称近卫骑兵第2军
- 苏联骑兵第4军（英语：4th Cavalry Corps (Soviet Union)） - 1941年3月18日成立于中亚军区，1943年5月4日撤消番号，辖骑兵第61师和第81师。先后隶属于第53、第51集团军和突击第5集团军以及南方面军编成内参加了刻赤战役、斯大林格勒会战、罗斯托夫战役等。 军长为沙普金，骑兵第61师师长斯塔文科夫，骑兵第81师师长鲍姆施泰因/斯科罗霍德
- 苏联骑兵第5军（英语：5th Cavalry Corps (Soviet Union)） - 1934年4月24日-1941年12月改称近卫骑兵第3军。1942年1月-1943年7月第二次组建。
- 苏联骑兵第6军（英语：6th Cavalry Corps (Soviet Union)） - 1940年3月-1941年7月。1941年11月30日-1942年5月第二次组建
- 苏联骑兵第7军（英语：7th Cavalry Corps (Soviet Union)） - 1941年12月26日-1943年1月改称近卫骑兵第6军
- 苏联骑兵第8军（英语：8th Cavalry Corps (Soviet Union)） - 1942年1月1日成立，组建于奥廖尔州和图拉州，辖山地骑兵第21师和骑兵第55与第112师。1943年2月14日改番号为近卫骑兵第7军，所属各师分别改称近卫骑兵第14、15、16师。
- 苏联骑兵第9军（英语：9th Cavalry Corps (Soviet Union)） - 1942年1月1日-192年4月11日撤编
- 苏联骑兵第10军（英语：10th Cavalry Corps (Soviet Union)） - 1942年1月12日-1942年2月3日撤编
- 苏联骑兵第11军（英语：11th Cavalry Corps (Soviet Union)） - 1942年1月12日-1942年8月8日撤编
- 苏联骑兵第12军（英语：12th Cavalry Corps (Soviet Union)） - 1942年1月12日-1942年2月3日撤编
- 苏联骑兵第13军（英语：13th Cavalry Corps (Soviet Union)） - 1942年1月20日-1942年7月撤编
- 苏联骑兵第14军（英语：14th Cavalry Corps (Soviet Union)） - 1942年1月23日-1942年4月撤编
- 苏联骑兵第15军（英语：15th Cavalry Corps (Soviet Union)） - 1942年1月1日组建，1943年5月进驻伊朗北部，辖骑兵第23师与其他小部队。[5]1945年5月撤编。
- 苏联骑兵第16军（英语：16th Cavalry Corps (Soviet Union)） - 1942年1月4日-1942年3月撤编
- 苏联骑兵第17军（英语：17th Cavalry Corps (Soviet Union)） - 1942年6月至8月改称近卫骑兵第4军
- 苏联骑兵第18军（英语：18th Cavalry Corps (Soviet Union)）- 1942年8月至1943年8月撤编
- 苏联骑兵第19军（英语：19th Cavalry Corps (Soviet Union)） - 1943年2月至1943年7月撤编
- 苏联近卫骑兵第1军（英语：1st Guards Cavalry Corps） - 1941年11月26日由骑兵第2军改称
- 苏联近卫骑兵第2军（英语：2nd Guards Cavalry Corps） - 1941年11月25日由骑兵第3军改称
- 苏联近卫骑兵第3军（英语：3rd Guards Cavalry Corps） - 1941年12月25日由骑兵第5军改称。先后在布良斯克方面军、西方面军、斯大林格勒方面军、顿河方面军、南方面军、加里宁方面军、草原方面军、白俄罗斯第2方面军编成内参加了边境交战、顿巴斯防御战役、莫斯科会战、1942冬春总攻、哈尔科夫战役、斯大林格勒会战、库尔斯克会战、白俄罗斯战役、维斯瓦－奥德河战役、东普鲁士战役、东波美拉尼亚战役、柏林战役等。战争结束时下辖近卫骑兵第5、6师和骑兵第32师。1946年整编为近卫骑兵第3师，1953年番号撤销。
- 苏联近卫骑兵第4军（英语：4th Guards Cavalry Corps） - 1942年8月27日由骑兵第17军改称
- 苏联近卫骑兵第5军（英语：5th Guards Cossack Cavalry Corps） - 1942年11月20日在外高加索方面军组建，辖近卫第11顿河哥萨克骑兵师，近卫第12顿河哥萨克骑兵师，第63骑兵师。[6]
- 苏联近卫骑兵第6军（英语：6th Guards Cavalry Corps） - 1943年1月19日由骑兵第7军改称
- 苏联近卫骑兵第7军（英语：7th Guards Cavalry Corps） - 1943年2月14日由骑兵第8军改称。先后在布良斯克方面军、草原方面军和白俄罗斯第2方面军编成内参加了斯大林格勒会战、顿巴斯战役、库尔斯克会战、卢布林-布列斯特战役、东波美拉尼亚、柏林战役等。战争结束后近卫骑兵军及所属近卫骑兵第14、16师在1945年改编为近卫机械化第31师，1957年番号改为近卫摩托化第25师，1964年番号变更为近卫摩托化第23师。近卫骑兵第15师在1945年改编为近卫机械化第12师，1957年改编为近卫坦克第15师。 军长鲍里索夫，山地骑兵第21师师长雅库宁，骑兵第55师师长恰连科，骑兵第112师师长沙伊穆拉托夫

1955年苏联最后一个骑兵军在北高加索军区撤编。  